# Outstanding Astronomical Heritage
Outstanding Astronomical Heritage (OAH) (deutsch: Herausragendes Astronomisches Erbe) nennt sich eine Liste der Internationalen Astronomischen Union (IAU). Dabei handelt es sich um eine Liste astronomischer Stätten, die von der IAU als herausragend deklariert werden, nicht jedoch das Kriterium für ein Weltkulturerbe erfüllen. 
Auf der Liste stehen beispielsweise Observatorien, die von der europäischen Renaissance bis zur Mitte des 20. Jahrhunderts für die Geschichte der Astronomie eine entscheidende Rolle spielten. Es ist dabei nicht unbedingt eine Voraussetzung, dass das Gebäude noch erhalten ist, oder entscheidende Instrumente noch ausgestellt sind. Erstmals wurde die Liste auf der Vollversammlung der IAU in Wien im Jahr 2018 vorgestellt.
In die erste Liste wurden z. B. aufgenommen:
- Observatorium von Tycho Brahe in Uraniborg
- Sternwarte Kremsmünster
- Alte Sternwarte Bonn[2]
- Hamburger Sternwarte
- Observatorio Astronómico de La Plata (Argentinien)
- Seeberg-Sternwarte
- Universitätssternwarte Wien